# Dampniat
Dampniat är en kommun i departementet Corrèze i regionen Nouvelle-Aquitaine i de centrala delarna av Frankrike. Kommunen ligger  i kantonen Malemort-sur-Corrèze som tillhör arrondissementet Brive-la-Gaillarde. År 2022 hade Dampniat 707 invånare.

## Befolkningsutveckling
Antalet invånare i kommunen Dampniat
Referens:INSEE